# Laryngofon

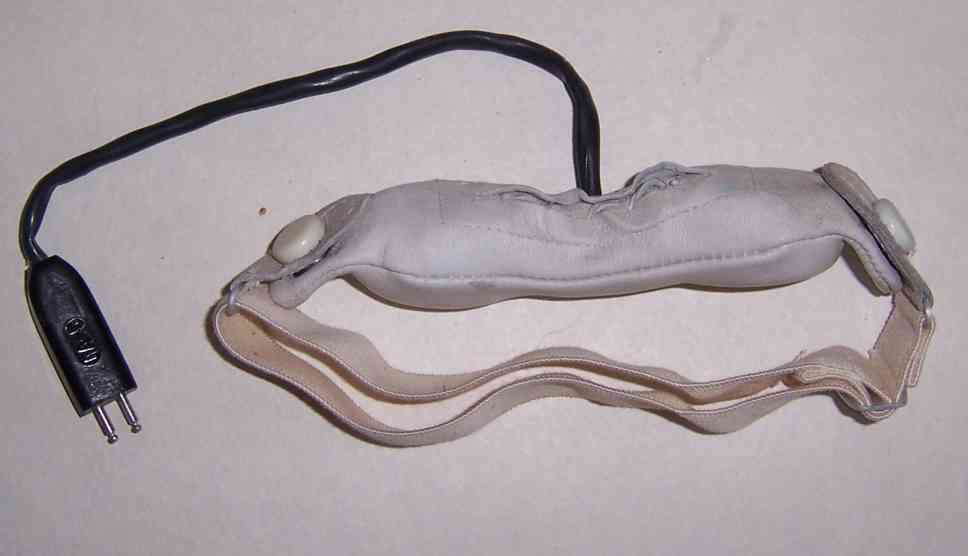
Laryngofon rosyjski typ ЛА-5

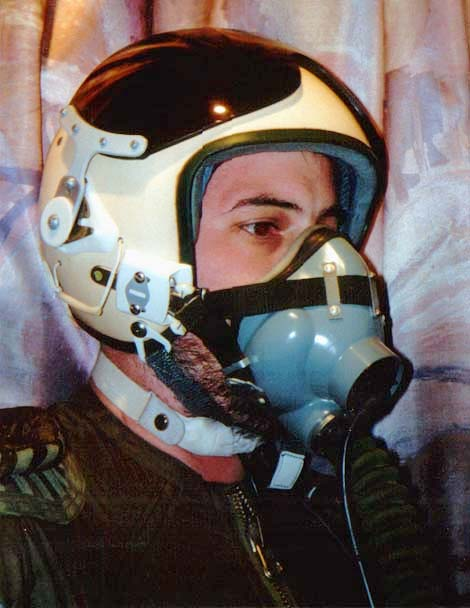
Maska tlenowa pilota; na szyi pilota widoczny biały pasek, na którym zamocowany jest laryngofon (zgrubienie widoczne na prawo od metalowego zatrzasku)

Laryngofon – odmiana mikrofonu przeznaczonego do pracy w warunkach ekstremalnie silnego hałasu zewnętrznego. Od zwykłego mikrofonu odróżnia się tym, że jego membrana nie jest pobudzana przenoszoną przez powietrze falą dźwiękową, lecz drganiami skóry na szyi w pobliżu krtani mówiącego człowieka.
Laryngofony wykorzystywane bywają często jako wyposażenie wojskowe, wchodzić mogą m.in. w skład hełmofonu. Stosowane także w sportach motorowych oraz wszędzie tam, gdzie porozumiewanie się z użyciem zwykłego mikrofonu mogłoby być z powodu hałasu utrudnione. Prawidłowe działanie urządzenia zapewnione jest jedynie wówczas, gdy ściśle przylega do szyi człowieka; najczęściej używa się dwóch laryngofonów równocześnie przyciśniętych do skóry po obu stronach krtani.